# 이오카스테

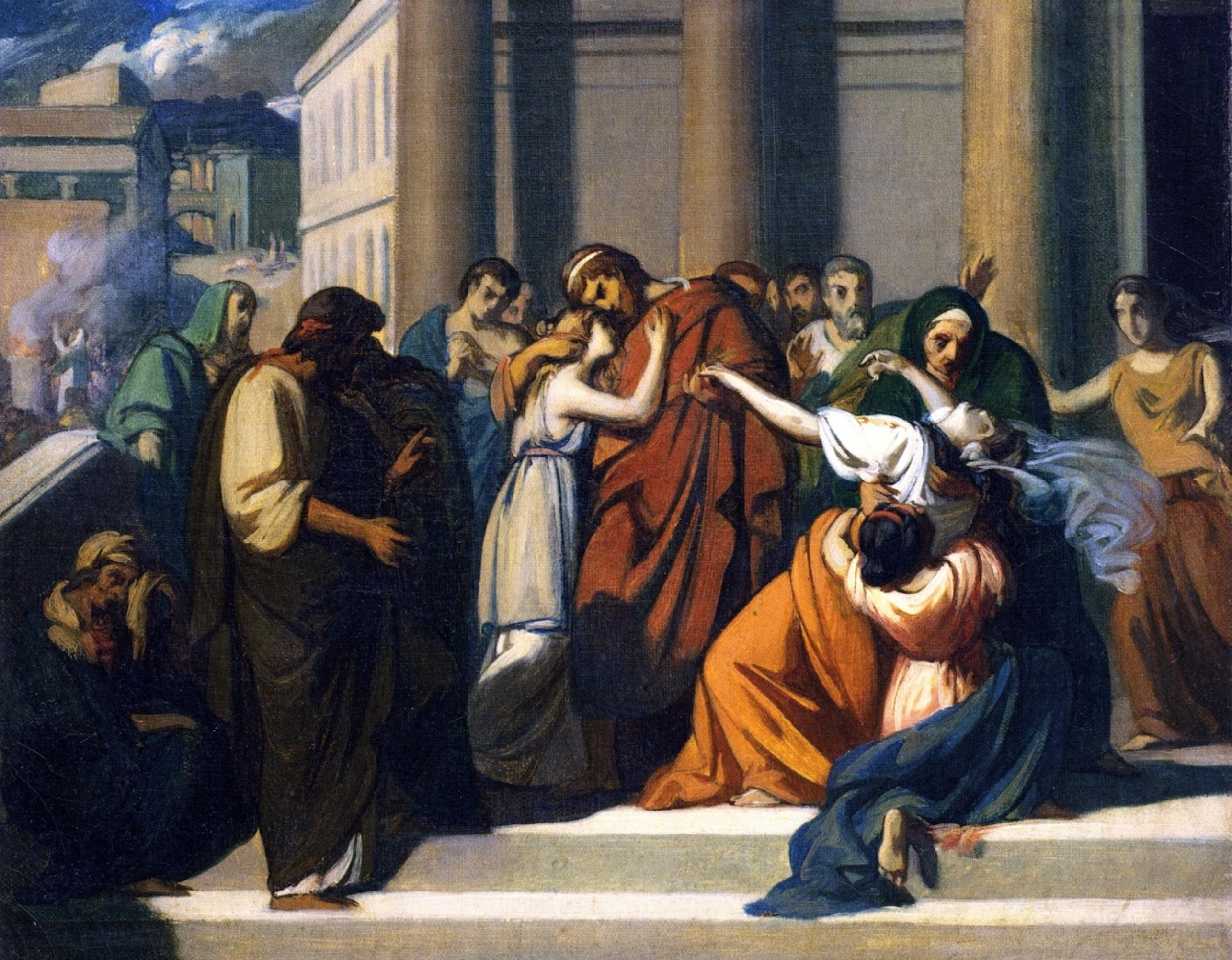

이오카스테(그리스어: Iοκαστη)는 그리스 로마신화에서 라이오스의 아내였다가 오이디푸스의 아내로 재혼했다.

## 같이 보기
- 오이디푸스
- 오이디푸스 콤플렉스